# Аравійська пустеля

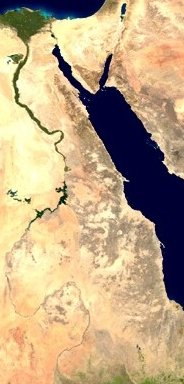
Аравійська пустеля (на півночі), Нубійська пустеля (на півдні)

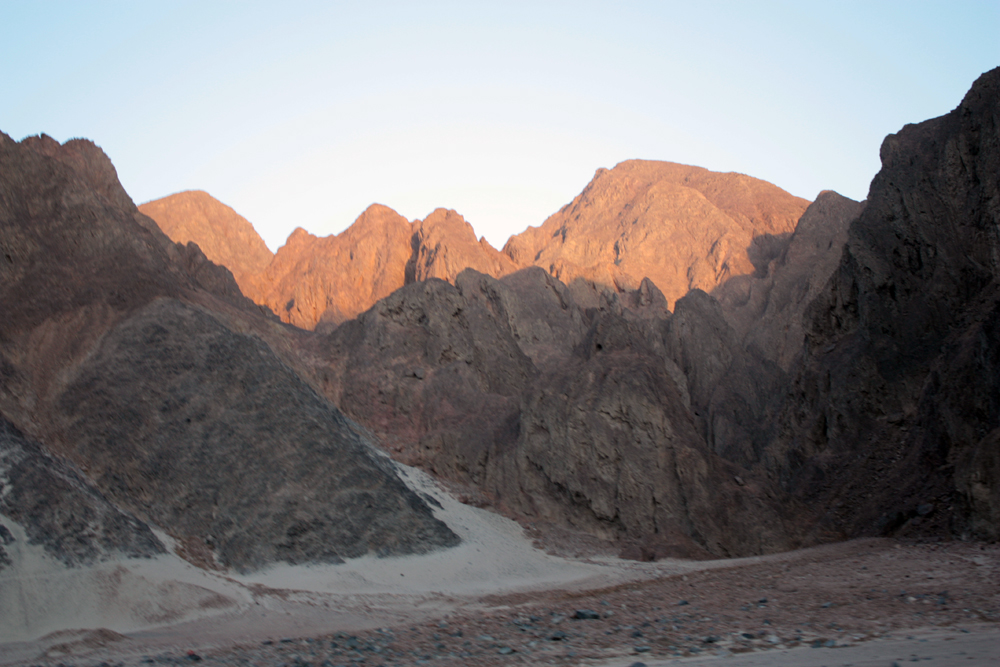
Гірські пасма вздовж автомагістралі Сафага — Кена.

Ця стаття — про пустелю в Африці. Про пустелю в Азії див. Пустелі Аравійського півострова.
Араві́йська пусте́ля — північно-східна частина Сахари, розташована між долиною Нілу і Червоним морем (Єгипет). На півдні переходить у Нубійську пустелю.
Являє собою плоскогір'я, що поступово підіймається на сході (до 2000 м) і далі крутими уступами обривається до Червоного моря. В основі — стародавні кристалічні породи, перекриті вапняками і червоними нубійськими пісковиками. В Аравійській пустелі розробляються поклади нафти, олова, фосфоритів.